# چوچی کوس
چوچی کوس (انگلیسی: Chuchi Cos؛ زادهٔ ۲۶ اکتبر ۱۹۶۸) بازیکن فوتبال اهل اسپانیا است.
از باشگاه‌هایی که در آن بازی کرده‌است می‌توان به باشگاه فوتبال رئال مورسیا اشاره کرد.